# Ég és Föld (KFT-album)
Az Ég és Föld (Asztrológia) a KFT együttes ötödik albuma. 1987-ben jelent meg lemezen.

## Az album számai
1. A Napkirály (Nap)
2. Az újságíró (Merkur)
3. A széplány (Vénusz)
4. Száll egy pofon a szélben (Mars)
5. A nagy utazás (Jupiter)
6. Kőember (Szaturnusz)
7. Elektromos angyal (Uránusz)
8. Várjuk a nemjövőt (Neptunusz)
9. Fekete felhő (Pluto)
10. Este a városban (Hold)
11. Ég és Föld

## Közreműködők
- Zene és szöveg: Korlátolt Felelősségű Társaság
- Bornai Tibor – billentyűsök, ének
- Laár András – gitárok, ének
- II. Lengyelfi Miklós – basszusok, vokál
- Márton András- dobok, vokál

Külön köszönetet érdemel: Józsa Gabriella, Hulinai Gabriella, Kate Lőrinczi, Dolák-Saly Róbert, Pál Dániel és a Közgáz Klub közönsége
- A felvétel a P Stúdióban készült
- Zenei rendező: Bornaár Márlen (BORNai lAÁR MÁRton LENgyelfi)
- Hangmérnök: Kálmán Sándor
- Felvételvezetők: Ottó Tivadar